# شاه شجاع (گورکانی)
پسر دوم شاه جهان پنجمین امپراتور سلسله گورکانیان هند بود. او فرماندار بنگال و اودیسا بود و در جریان جنگ‌های خونین در رقابت بر سر جانشینی شاه جهان با دیگر برادرانش درگیر بود.

## سرنوشت
شاه‌جهان در رمضان ۱۰۶۸ ه‍.ق (۱۶۵۸م) بیمار شد و میان فرزندانش رقابتی خونین برای تصاحب تاج و تخت درگرفت. داراشکوه پسر بزرگتر به‌طور طبیعی جانشین او شناخته می‌شد اما برادر دوم شاه‌شجاع در بنگال اعلام جانشینی پدر کرد. سپاهیان شاه‌جهان و دارا شکوه به نبرد با شاه‌شجاع پرداختند و او ناگزیر به عقب‌نشینی شد.
بلافاصله جوانترین پسر مرادبخش با قول نهانی حمایت از اورنگ‌زیب که پسر سوم بود، در گجرات اعلام پادشاهی کرد. اورنگ‌زیب بظاهر در حمایت از مرادبخش از اورنگ‌آباد به سمت شمال تاخت. شاه‌جهان رسماً اعلام کرد که داراشکوه جانشین اوست و تاج و تخت را به او سپرده‌است اما اورنگ زیب اعلام کرد که داراشکوه حکومت را غصب کرده‌است و به‌سوی پایتخت تاخت. حاکم راجپوت برای جلوگیری از پیش‌روی اورنگ‌زیب و مرادبخش به نبرد با آنان پرداخت. اورنگ زیب او را شکست داده و تمرکز خود را بر سپاه داراشکوه افزایش داد. پس از آن با مجموعه‌ای از جنگ‌های خونین، سپاه دارا شکوه را درهم کوبید. او از ترس جان به دهلی گریخت و شاه‌جهان را در آگره پشت سر گذاشت. پادشاه پیر در قلعه آگره به محاصره قوای پسرش اورنگ‌زیب درآمد. اورنگ زیب از ملاقات با پدر سرباز زد و اعلام کرد برادرش داراشکوه از دین خارج شده‌است. سپس با وعده اهدای هدایای ارزشمند، هم‌پیمان خود مرادبخش را فراخواند اما او را گرفته و به زندان افکند و خود به دهلی رانده به سلطنت نشست.
اورنگ‌زیب پس از سه سال زندانی کردن مرادبخش او را کشت. او نبردهای سنگینی با داراشکوه کرد که عاقبت با خیانت یکی از سران سپاه داراشکوه، توانست او را اسیر کند و پس از چند سال زندان و تحقیر، از آنجایی که هنوز او را رقیبی برای خود می‌دید اعلام کرد که مرتد است و عده‌ای از متعصبین شبانه او را کشتند. اورنگ‌زیب به شاه‌شجاع در ابتدا فرمانروایی بنگال را پیشنهاد کرد. اما از آنجایی که شاه‌شجاع می‌دانست وعده برادرش توخالی است به نبرد با او ادامه داد اما شکست خورد و به برمه گریخت تا از آنجا به مکه و سپس به ایران برود اما به دست فرمانروای آنجا کشته شد؛ و شاه‌جهان نیز در سال ۱۰۷۶ ه‍.ق / ۱۶۶۶م در حبس درگذشت.